# Exyston albicinctus
Exyston albicinctus là một loài tò vò trong họ Ichneumonidae.